# Кричевський Осип Гаврилович
Осип (Йосип) Гаврилович Кричевський (1767 — 1832, Нерчинський Завод) — штаб-лікар Нерчинських гірничих заводів, винахідник сухого молока[джерело?].
Навчався у Петербурзькому генеральному сухопутному госпіталі, 1789 витримав іспит на лікарського учня, у 1791 — лікаря, у 1797 — штаб-лікаря.
З лютого 1792 — лікар Нерчинських заводів. Дбав про поліпшення умов утримання хворих, боровся з епідемією сибірської виразки, займався віспощепленням. Вивчав забайкальську флору, лікувальну дію мінеральних вод. Для всіх заводів, копалень і волосних правлень придбав «Коротку настанову про лікування хвороб простими засобами». Звільнений через конфлікт із заводською адміністрацією, яка залучала до робіт хворих.